# .hack//Legend of the Twilight
.hack//Legend of the Twilight (jap. .hack//黄昏の腕輪伝説, .hack//Tasogare no Udewa Densetsu) ist eine Mangaserie des japanischen Autors Tatsuya Hamazaki und des Zeichners Rei Izumi von 2002, die zum Franchise .hack gehört. Eine auf dem Manga basierende Anime-Fernsehserie wurde 2003 veröffentlicht.

## Inhalt
Das 14-jährige Mädchen Rena liebt es, das Online-Rollenspiel „The World“ zu spielen. Als sie zwei seltene Charaktere gewinnt, die früher von der berühmten Gruppe „.hackers“ benutzt wurden, lädt sie ihren Zwillingsbruder Shugo ein. Der macht zunächst nur widerwillig mit, hat aber mit der Zeit immer mehr Freude am Spiel. Bald lernen die beiden die Rarehunterin (Jägerin seltener Gegenstände) Mireiyu, die Wolfsfrau Ouka und die gutmütige Hotaru kennen und freunden sich mit ihnen an. Dabei hilft Shugo zum Beispiel Hotaru, ihr Puchiguso zu heilen, ein Tier, das man im Spiel aufziehen kann. Sie treffen auch auf Komiyan III., der sich als ein Mitschüler von Shugo herausstellt, ihn im Spiel aber nur aufzieht und in seine Schwester verliebt ist. Auch begegnen sie Lord Balmung, der für die Betreiberfirma des Spiels Events organisiert.
Als er bei einem Kampf schwer verletzt wird, trifft Shugo in einer traumartigen Szene das Mädchen Aura. Sie schenkt ihm einen Armreif, der ihm große Macht verleiht, aber schwierig einzusetzen ist. Bald finden die Freunde heraus, dass der Armreif und Aura im Zusammenhang mit den Abenteuern der .hackers vier Jahre zuvor steht. Sie sind von den .hackers fasziniert und wollen das Geheimnis darum lüften, außerdem will Shugo Aura wiedertreffen. Bald stößt ein kleines Mädchen zu ihnen, Zefi. Sie ist eine AI-Vagabundin, ein Programm mit einem selbstständigen Charakter, und behauptet, die Tochter von Aura zu sein. Um Shugo in Schwierigkeiten zu bringen, verrät Komiyan aber die Freunde wegen Zefi und dem Armreif an die „Blaue Ritterschaft“, eine Spieladministration, für die diese ein Regelverstoß sind. Shugo, Rena, Zefi, Mireiyu, Ouka und Hotaru werden gefangen genommen. Shugo, Rena und Zefi sollen gelöscht werden, die anderen drei dürfen gehen, nachdem sie versprochen haben, sich nicht wieder zusammenzutun. Die drei Helden aber können dank Zefi und dem Armreif fliehen, bevor sie gelöscht werden.
Bald darauf treffen sich die Freunde wieder. Balmung, der früher einmal zu den .hackers gehört hat, führt sie zusammen und will ihnen helfen. Als die Blaue Ritterschaft sie stellt, können sie diese dank seiner Hilfe besiegen. Dabei erfahren sie, dass sie unter dem Schutz von Aura und damit von The World stehen und nicht gelöscht werden können. Nachdem Balmung sich im Kampf gegen Shugo davon überzeugen konnte, dass er ein würdiger Held geworden ist, führt er die Geschwister und Zefi zu Aura.

## Veröffentlichung
Der Manga erschien von Januar 2002 bis November 2003 im Magazin Comptiq des Verlags Kadokawa Shoten. Die Kapitel erschienen zwischen Juli 2002 bis April 2004 auch in drei Sammelbänden.
Madman Entertainment veröffentlichte den Manga in Australien und Neuseeland. In Deutschland erschien der Manga beim Carlsen Verlag in einer Übersetzung von Claudia Peter. Die Serie erschien außerdem unter anderem auf Spanisch, Französisch, Dänisch und Polnisch.

## Anime-Adaption
2003 produzierte das Studio Bee Train eine Animefassung von Legend of The Twilight, Regie führten Koichi Mashimo und Koji Sawai. Das Charakterdesign stammt von Yoko Kikuchi und für die künstlerische Leitung war Yoshimi Umino zuständig. Die Handlung baut auf dem Manga auf, unterscheidet sich aber an einigen Stellen, so leben Shugo und Rena im Manga nicht getrennt voneinander.
Die Erstausstrahlung der Serie erfolgte vom 8. Januar bis zum 26. März 2003 bei TV Tokyo in Japan. Der Anime wurde unter anderem ins Englische, Spanisch und Französische übersetzt und ab 1. Oktober 2007 auf Deutsch von Animax ausgestrahlt.

### Synchronsprecher
Die deutsche Synchronisation entstand im Studio Circle of Arts. Das Synchronbuch stammt von Frank Preissler.
| Rolle   | Japanischer Sprecher (Seiyū) | Deutscher Sprecher   |
| ------- | ---------------------------- | -------------------- |
| Shūgo   | Junko Minagawa               | Daniel Schlauch      |
| Rena    | Mai Nakahara                 | Shandra Schadt       |
| Hotaru  | Ayako Kawasumi               | Gabrielle Pietermann |
| Aura    | Maaya Sakamoto               | Kathrin Gaube        |
| Balmung | Nobuyuki Hiyama              | Claus-Peter Damitz   |

### Musik
Der Vorspanntitel ist New World von Round Table featuring Nino, das Abspannlied ist Emerald Green, gesungen von See-Saw und komponiert von Yuki Kajiura und getextet von Chiaki Ishikawa.

## Rezeption
Die deutsche Fanzeitschrift Funime bezeichnet Zeichenstil wie Musik als einfach gehalten, besonders im Vergleich zu den anderen Teilen des Franchises. Da mehr auf Comedy gesetzt werde, passe der verwendete Super-Deformed-Stil jedoch gut zur Serie.